# Hidegkúti út
A Hidegkúti út egy főútvonal Budapest II. kerületében, Pesthidegkút városrész legfontosabb útja. Hűvösvölgy városrészben indul; sorra elhalad Erzsébettelek, Hársakalja, Remetekertváros, Kővár, Széphalom és Erzsébetliget kertvárosias jellegű városrészei között, majd Pesthidegkút-Ófalu déli és Budaliget északi szélei között halad végig, míg el nem hagyja a főváros közigazgatási határát. Országos közútként az 1107-es út városon belüli szakaszának része; a városhatár átlépése után a solymári Rózsika utca a folytatása.

## Nyomvonala
A Hűvösvölgyi út északi végpontjától indul, az Ördög-árok völgyében. A két főút jellegű útszakasz találkozási pontját az 1990-es évek legvégéig egy kiteresedés jelezte, amely a Moszkva tértől (a mai Széll Kálmán tértől) idáig közlekedő autóbuszok külső (Hűvösvölgy, Hidegkúti út nevű) végállomásának adott helyet, illetve az itt található kereskedelmi létesítmények az átszálló utasok igényeit igyekeztek kiszolgálni. A kiteresedés azóta is megmaradt, de sávrendszere átalakult, járdaszigetei és korábbi kereskedelmi létesítményei szinte nyom nélkül eltűntek. A Hidegkúti út kiindulási pontját ma keleti oldalról a Bánffy György park jelöli ki – amelyet több, a 2000-es évek elejéig ott állt épület lebontásával hoztak létre –, a nyugati oldalról pedig a Bátori László utca keresztezése.
Az út a legelső méterein elhalad a Hüvi Szolgáltatóház és egy élelmiszeráruház mellett, azoktól keletre; közben áthalad az Ördög-árok itt beboltozottan, a felszín alatt húzódó medre felett. Néhány méterrel ezt követően kiágazik belőle nyugat felé a Máriaremetei út – erre kanyarodnak el a Remetekertváros, Budaliget és Nagykovácsi felé induló buszok –, utána pedig határozott emelkedésnek indul. Mindössze egy buszmegállónyi táv után nyugat felé ível, ott egy szakaszon még a korábbinál is meredekebb útvonalon halad. Ezután egy kelet felé vett kanyarral visszatér a korábbi irányához, és majdnem pontosan annak mentén halad tovább, nagyjából Kővár és Erzsébetliget városrészek határáig. Onnan északnyugat felé fordul, és többé-kevésbé azt az irányt is követi a folytatásban, egészen a városhatárig. Még mielőtt kilépne Pesthidegkút egykori ófalujának területéről, visszatorkollik bele a Máriaremetei út.

## Jelentősebb épületei
- 64-66. szám: a pesthidegkúti református egyházközség temploma, mely gyülekezeti házként 1939-ben épült, Kárpáthy Zoltán tervei szerint, tornyát 1960-ban építették hozzá.[1]
- 79. szám: Széphalom vendéglő – ezen a néven 1967 óta működik, de már az 1900-as évek óta gyakorlatilag folyamatosan vendéglátóhely működött itt, előbb Vendéglő a Zöld Kunyhóhoz, majd Kán Étterem néven.[2]
- 138. szám: az egykori Kultúra mozi épülete – a filmszínház 1930-ban nyílt meg itt, utolsó hivatalos vetítése 1990-ben volt, de még körülbelül 1996-ig Art Mozi Pezsgőház néven üzemelt. A 2000-es évtized dereka óta egy épületgépészeti vállalkozás telephelye található itt.[3]
- 181. szám: a ma már több átalakítás szembeötlő nyomait őrző építmény a 2000 körüli évekig – a homlokzatára festett több négyzetméteres kiterjedésű felirat tanúsága szerint – egykor Noob Aladár helyi kovácsmester műhelyének adott otthont.
- Az előbbi épület mellett, attól nyugatra, a Templom utca buszmegállónál lévő, a Paprikás-patak felett átívelő fahíd a Klebelsberg Kultúrkúria portájához vezet.
- 216. szám: a Máriaremetei út becsatlakozásával szemben, a kifelé haladó buszok megállója melletti ház homlokzatán egykor emléktábla tanúsította, hogy 1849-ben ott szállt meg a seregei élén Buda felmentésére érkező Görgei Artúr honvédtábornok. A lényegében gazdátlan épületről mára minden dísz és sallang lefoszlott, rég eltűnt már az egykori emléktábla is.
- 233. szám: a Máriaremetei út sarkán álló épület ma semmi jellegzetességet nem mutat, de az 1920-as években itt működött Pesthidegkút első mozija, Erdő néven.[3]

## Megközelítése
A Hidegkúti út teljes hosszában végighalad a 64-es buszcsalád (64, 64A, 164, 264, 964), amelyek így az út minden szakaszához kényelmes elérést biztosítanak a hűvösvölgyi végállomás felől, beleértve a város széle közelében fekvő külterületi ingatlanokat is.
Az 57-es és 257-es buszok Hűvösvölgy és a Pesthidegkút-Ófaluban lévő Máriaremetei úti, lámpás csomópont közötti szakaszon tárják fel a Hidegkúti utat, a 257-es a házszámozás emelkedésével azonos, északi irányban, az 57-es pedig az ellenkező irányban haladva.